# Lista beilerbeilor de Silistra

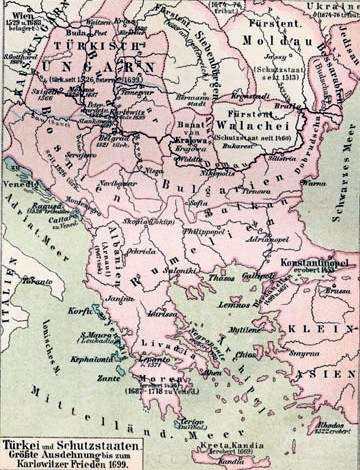
Imperiul Otoman la 1699

Aceasta este lista beilerbeilor turci elayet-ului Silistra (cca. 1599 - 1864). Înainte de 1599, Silistra (o parte mai mică a elayetului) a fost un sangeac al provinciei Rumelia. După 1864, elayetul Silistrei a fost transformat în vilayetul Dunării. Elayetul Silistrei cuprindea Dobrogea (cu tot cu Cadrilater), Bugeacul și Edisanul, iar din secolul al XVII-lea și mare parte din Bulgaria și Turcia europeană.
| Anii de guvernare     | Anii de guvernare | Nume                             |
| --------------------- | ----------------- | -------------------------------- |
| Sangeacul Silistra    |                   |                                  |
| 1552                  | ?                 | Mehmed Raves                     |
| ? - 1598 fără date    |                   |                                  |
| 1598                  | ?                 | Ahmed Pașa                       |
| Elayetul Silistra     |                   |                                  |
| 1599?                 | ?                 | Gazî II Ghirai                   |
| ? - 1621 fără date    |                   |                                  |
| ?                     | 1621              | Skender Pașa                     |
| 1621                  | 1625              | Cantemir Mîrza                   |
| 1625                  | ?                 | Diak Mehmed                      |
| 1628                  | 1629              | Cantemir Mîrza                   |
| 1629                  | 1631              | Murteza Pașa                     |
| 1631                  | 1633              | Abaza Pașa                       |
| 1633 - 1638 fără date |                   |                                  |
| 1638                  | 1639              | Nasuf Husein                     |
| 1639 - 1643 fără date |                   |                                  |
| 1643                  | 16??              | Derviş Mehmed Pașa               |
| 16?? - 1649 fără date |                   |                                  |
| 1649                  | 1651              | Derviş Mehmed Pașa               |
| 1651 - 1656 fără date |                   |                                  |
| 1656                  | 1656              | Sary Kenan Pașa                  |
| 1656                  | 1658              | Sidi Husein                      |
| 1658                  | 1660              | Fazil Pașa                       |
| 1660                  | 1661              | Kara Mustafa Pașa                |
| 1661 - 1683 fără date |                   |                                  |
| 1683                  | 1684              | Fazil Mustafa Pașa Koprülü       |
| 1684 - 1704 fără date |                   |                                  |
| 1704                  | 17??              | Iusuf Pașa                       |
| 17?? - 1792 fără date |                   |                                  |
| 1792                  | 179?              | Kahya (Kethuda) Hasan Pașa       |
| 179? - 180? fără date |                   |                                  |
| 180?                  | 1806              | Bekir Pașa                       |
| 1806                  | 1806              | Tirinikli Ismail Aga             |
| 1806                  | 1806              | Mehmed Hüsrev Pașa               |
| 1806                  | 1807              | Alemdar Mustafa Pașa "Bayrakdar" |
| 180?                  | 1810              | Ilik ogly                        |
| 1810                  | 1812              | Ocupație rusească                |
| 1812 - 1822 fără date |                   |                                  |
| 1822                  | 182?              | Mehmed Selim Pașa                |
| 182?                  | 1832              | Mehmed Pașa                      |
| 1832                  | 1836              | Ocupație rusească                |
| 1832 - 1844 fără date |                   |                                  |
| 1844                  | 1846              | Hafiz Pașa                       |
| 1846                  | 1851              | Mîrza Said Pașa                  |
| 1852                  | 1852              | Salil Pașa                       |
| 1853                  | 1858              | Said Pașa                        |
| 1858                  | 1860              | Halil Kiamil Pașa                |
| 1861                  | 1864              | Arif Pașa                        |